# Вимарано Перес
Ви́мара Пе́реш (Вимарано Перес, Вимара Перес; лат. Vimarus Petris, исп. Vimara Perez, порт. Vímara Peres; около 820—873) — основатель и первый правитель графства Португалия (868—873).

## Биография

### Происхождение
Граф Вимарано был сыном некоего Педро (или Перо), о котором никаких сведений не сохранилось. Предполагается, что владения его семьи находились в южной части Галисии. В португальской историографии принята версия, что отцом Вимара Переша является галисийский граф Педро Теон из Правиа (Pedro Theón de Pravia; ок. 795 — после 868), побочный сын Бермудо I короля Астурии.

### Антропонимические исследования
Попыткам разгадать антропонимику имени Вимара посвящено большое количество исследований.
Наиболее популярна в литературе гипотеза немецкого лингвиста и лузитаниста Д. М. Пиля, предположившего, что имя Вимара — один из фонетических вариантов старогерманского Вигмар (Wigmarr, «wig» -«бой», «marr-, marha»-«лошадь»). Однако сам исследователь нашёл изъян в своей теории, так как не смог связать имя с топонимом Гимарайнш, этимология которого известна — «принадлежащий Вимаре», и признал, что не в состоянии разгадать значение корня «Vim».
Расшифровка, предложенная австрийским исследователем Ю. Покорным — старогерманское «vim-, vima-, e veima» — «колеблется» c готским окончанием «-га» — также вызвала много критики. На это указал португальский исследователь Морейру: «в здравом уме, крестить под именем „колеблющийся“, „пошатнувшийся“ мальчика из благородного дома, с высоким социальным статусом не имеет смысла». Таким образом, исследователи сходятся на том, что имя имеет вестготские корни, но значение его остается туманным.

### Заселение приграничных земель

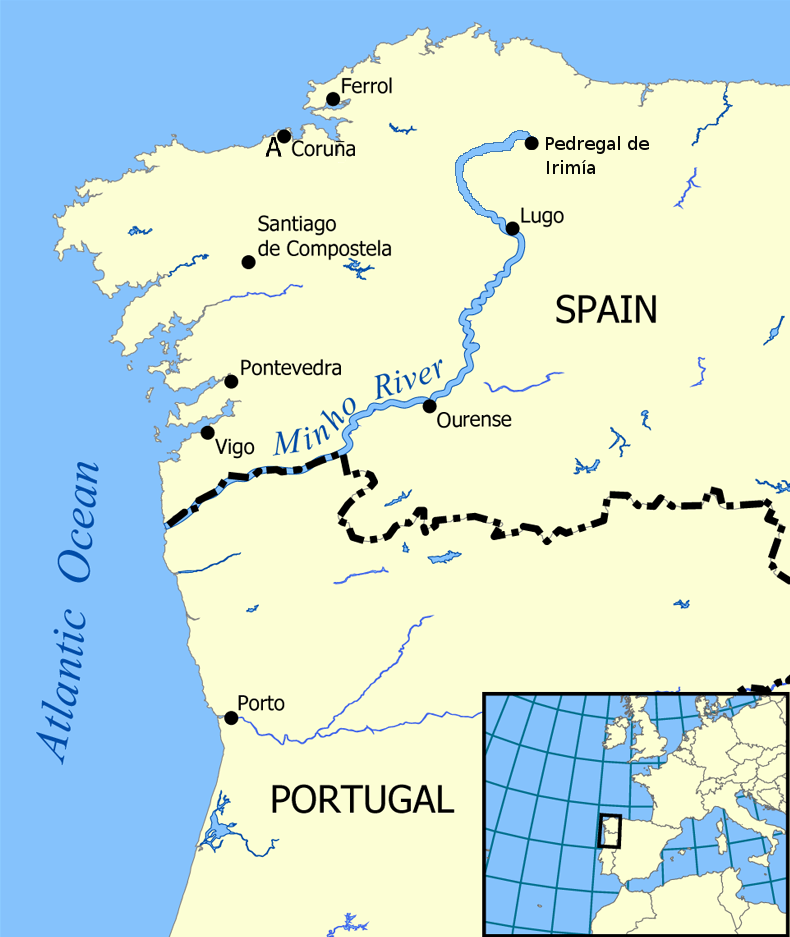
Река Миньо — граница продвижения христианских поселений к 866 году

#### Исторический аспект
При астурийском короле Ордоньо I западная граница продвижения христиан стабилизировалась по реке Миньо, долина которой была заселена выходцами из Туя во главе с Альфонсо Бетотесом в 854 году.
Правление преемника Ордоньо, короля Альфонсо III Великого, стало временем активного продвижения христианской колонизации на земли междуречья Дуэро и Миньо. При Альфонсо III колонизация христианами свободных земель или прессура (исп. pressura) была упорядочена и приобрела значение государственного института.

#### Процедура прессуры
Король Астурии считался собственником всех пустующих земель. Для официального их освоения была создана знаменитая формула: «лат. cum cornu et albende de rege». Имелось в виду, что приступающий к прессуре трубит в рог (cum cornu) и разворачивает королевское знамя (et albende de rege). Этим обрядом осуществляющее прессуру лицо объявляло о том, что оно занимает данную землю. Затем получалась санкция на владение ей этими территориями от короля. Таким образом король мотивировал своих феодалов к освоению соседних земель и организовал пополнение слоя мелких земельных собственников в королевстве.

### Образование Первого Португальского графства
Наиболее преуспел в деле прессуры Вимара Переш, который в 868 году занял и заново заселил Портус Кале, захваченный и разрушенный Абдул-Азизом ибн Мусой в 716 году. Предприятие Вимары не было военным вторжением, так как арабы оставили негостеприимный север уже к концу VIII века и в течение столетия, окрестности города были ничейными и почти необитаемыми.
Однако успехи Вимары по освоению региона были настолько существенны, что нашли отражение в анналах, фиксировавших в те времена только важнейшие события. В «Chronicon Laurbanense», составленной около 1118 года хронике бенедиктинского монастыря в Лорване, сообщается: «Era DCCCC.VI prenditus est portugale ad uimarani petri» («Год 906. Прессура Портукале Вимарой Перешем»).
В дальнейшем Вимарой Перешем планомерно проводилось заселение и освоение всей территории между Дуэро и Миньо, план которого был оговорен заранее, о чем сообщает «Книга Веры» (лат. Liber Fidei), анналы, фактически архивы, епископов Браги, состоящие из 954 документов, охватывающих период с 569 по 1253 год: «Согласовано, что Вимара-граф и епископ, которым был в это время Фредисендо (лат. Fredosindus), разделят опустошённые и уничтоженные земли Портукале и возвестят о прессуре провинции». Заселение территорий епископства Браги поручено королём епископу Луго Фруэле.
На завоёванных землях, с согласия короля Альфонсо III, было образовано графство, правителем которого стал Вимарано. Графство получило название «Condado de Portucale». Из названия этого графства впоследствии образовалось слово Португалия. Это первое упоминание Португалии как феодального владения. Португальская традиция приписывает Вимара Перешу основание поселения на месте современного города Гимарайнш, в отношении которого в португальской литературе применяется эпитет «Колыбель Португалии», но фактической его основательницей является Мумадона Диас, заложившая здесь в 950—951 годах монастырь, вокруг которого и вырос город. Место основания монастыря названо Vimaranes, но не ясно, была ли это усадьба, построенная в своё время Вимарой, или просто земельный удел принадлежащий ему.

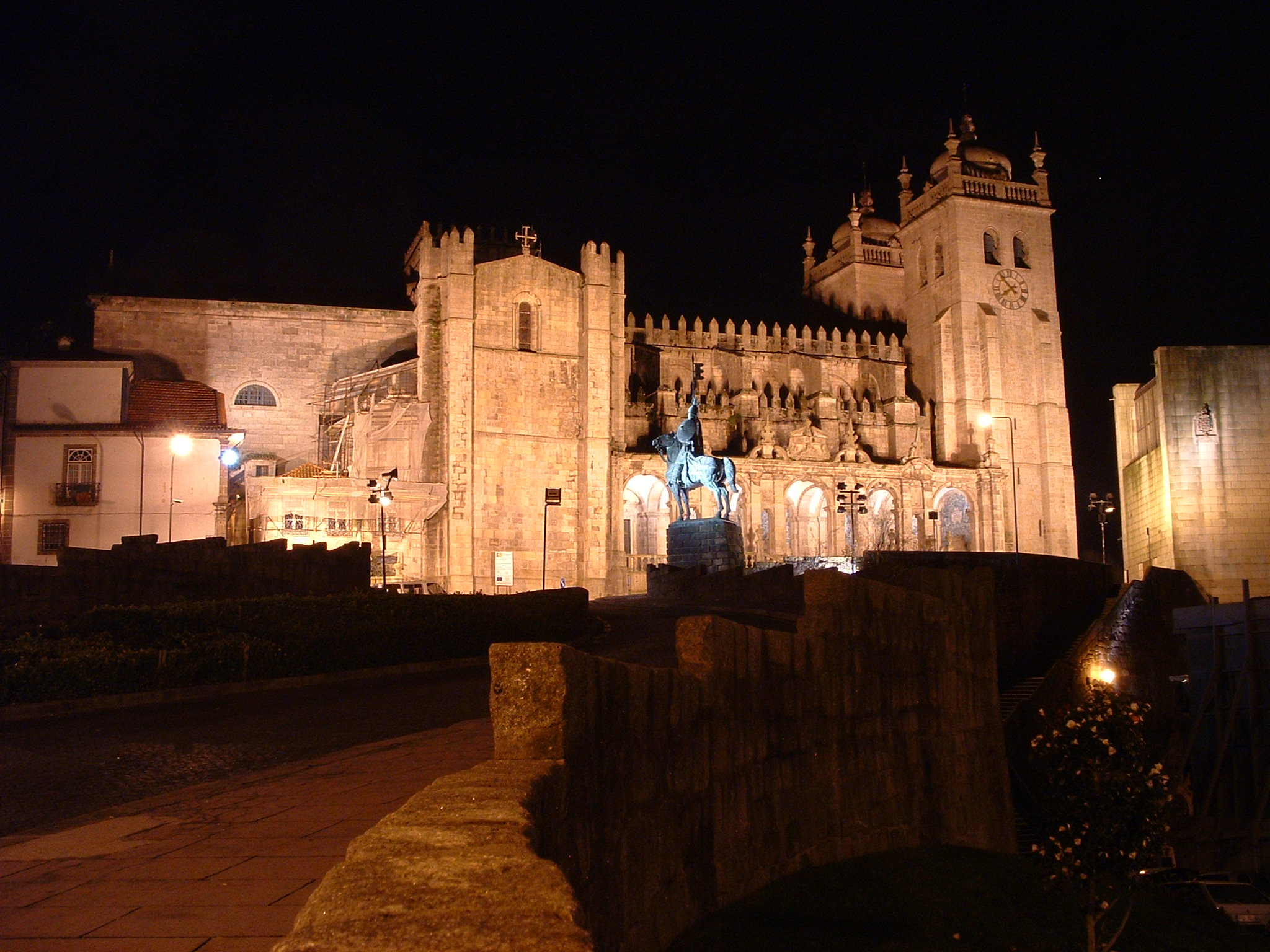
Ночной вид на Кафедральный собор Порту со статуей Вимаре Перешу перед ним

### Смерть
Вимара Переш скончался в 873 году, предположительно в Гимарайнше. Хроника так сообщает о его кончине: «Era DCCCC.XI venit rex Adefonsus in Vama (sic) et in VI die Vimara mortuus est.». То есть Вимара скончался в некоем месте «Вама» на шестой день присутствия в этом поселении короля Альфонсо III. Поселение с таким названием не локализовано, но часть исследователей склонна видеть в нём первое упоминание о Гимарайнше.
Новым правителем графства Португалия стал единственный сын Вимары Лусидио Вимаранес. Потомки графа Вимары (так называемая династия Вимары Переша) правили графством до 1071 года.
В 1968 году в Порту, к 1100-летию занятия города, перед Кафедральным собором была установлена трёхметровая бронзовая статуя Вимаре Перешу, созданная скульптором Салвадором Барата Фейо. Несколько улиц в городах Порту и Гимарайнш носят имя графа Вимара.